# Dreifarbentheorie

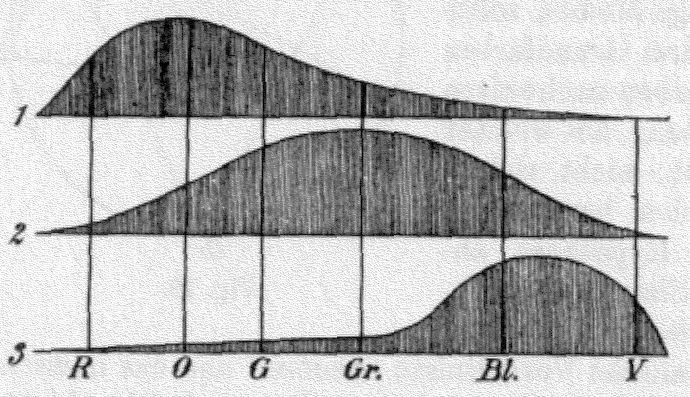
Die von Thomas Young und Hermann Helmholtz im Auge vermuteten drei Arten von Nervenfasern, deren Reizung die Empfindungen der Valenzen Rot, Grün und Violett hervorrufen.

Die Dreifarbentheorie oder Trichromatische Theorie oder Young-Helmholtz-Theorie ist eine historische Theorie zur Farbwahrnehmung im menschlichen Auge.
Sie wurde um 1850 maßgeblich von Hermann von Helmholtz entwickelt, auf Basis einer älteren Theorie von Thomas Young (1802). Die Theorie beschreibt die drei Grundfarben Rot, Grün und Blau.
Kunstmalern war vorher schon lange bekannt, dass sich Farben aus drei Komponenten ermischen lassen. So erfand der Kupferstecher Jakob Christoph Le Blon gegen 1710 den Dreifarbendruck basierend auf den Farben Rot, Blau und Gelb. Und 1725 veröffentlichte Le Blon seine Schrift Coloritto: On the Harmony of Colouring in Painting. Darin stellte er die These auf, dass alle Farben inklusive Schwarz aus Blau, Rot und Gelb gemischt werden können.
Helmholtz hatte beobachtet, dass man aus farbigem Licht dreier Primärfarben jede beliebige andere Farbe (innerhalb eines durch die drei Primärfarben aufgespannten Farbgamuts) mischen kann. (Dies ist auch heute noch das Funktionsprinzip aller Farbfernsehbildschirme und Farbmonitore).
Analog dazu vermutete er, dass es auch im Auge drei Typen von Rezeptoren gibt. Sie reagieren unterschiedlich empfindlich auf Licht verschiedener Wellenlängen und haben ein unterschiedliches Absorptionsspektrum. Jedes Absorptionsspektrum hat ein Maximum bei einer bestimmten Wellenlänge. Die visuelle Wahrnehmung setzt sich also aus drei Komponenten zusammen. So kann jeder wahrnehmbare Farbeindruck aus dem Empfindungsmaximum entsprechenden Spektralfarben ermischt werden.
Grau und Weiß werden wahrgenommen, wenn alle drei Rezeptorentypen gleich stark angeregt werden. Schwarz wird wahrgenommen, wenn keiner der Rezeptorentypen stimuliert wird.
Allgemeiner formulierte Hermann Günther Graßmann in seinem Ersten Graßmannschen Gesetz, dass jede Farbe durch drei (hinreichend unabhängige) Größen eindeutig beschrieben ist. Dies können beispielsweise sein:
- Helligkeit, Farbton und Farbsättigung oder
- Intensität von Rot, Grün und Blau.

Tatsächlich gelang Ende des 19. Jahrhunderts der Nachweis dreier unterschiedlicher Farbsinneszellen in der Netzhaut. Auch die Farbenfehlsichtigkeit, die entsteht, wenn eine der drei Zellarten genetisch bedingt fehlt, fügt sich gut in die trichromatische Theorie. Andere Phänomene ließen sich besser durch die Gegenfarbtheorie erklären. Der Theoriestreit war für die Physiologie sehr befruchtend; zahlreiche Wissenschaftler des 19. Jahrhunderts äußerten sich zur Farbwahrnehmung.
Zum aktuellen Kenntnisstand der Physiologie siehe den Artikel Farbwahrnehmung.